# Champagnekungen
Champagnekungen (engelska: Champagne Charlie) är en fransk-kanadensisk dramaserie från 1989. Serien är baserad på en roman av Jacqueline Lefèvre som skildrar 1800-tals vinhandlaren Charles Heidsieck liv. Han erövrade Amerika med sin champagne runt tiden kring det amerikanska inbördeskriget. Serien är en  passionerad levnadsberättelse fylld av kärlek, svek, mod och risktagande.

## Rollista i urval
- Hugh Grant - Charles Heidsieck "Champagne Charlie"
- Megan Gallagher - Pauline
- Megan Follows - Louise Heidsick
- Jean-Claude Dauphin - Ernest
- Georges Descrières - Pierre-Henri
- Charles Woods Gray - Moses
- Stéphane Audran - Thérèse
- Alexandra Stewart - Cécile
- Jean-Paul Muel - Clément
- Vladek Sheybal - Greve Plasky